# Iowa Falls (Iowa)
Hubbard est une ville du comté de Hardin, en Iowa, aux États-Unis. Elle est fondée en 1856 et porte le nom des chutes de la rivière Iowa.

## Source de la traduction
- (en) Cet article est partiellement ou en totalité issu de l’article de Wikipédia en anglais intitulé « Iowa Falls, Iowa » (voir la liste des auteurs).